# Kongoussi
Kongoussi es una ciudad de la provincia de Bam, en la región Centro-Norte, Burkina Faso. A 9 de diciembre de 2006 tenía una población censada de 25 172 habitantes.
Se encuentra ubicada cerca del río Volta Blanco y al noreste de la capital del país, Uagadugú. 